# Piotr Dolgoroukov
Le prince Piotr Dmitrievitch Dolgoroukov (Пётр Дми́триевич Долгору́ков), né le 9/21 mai 1866 à Tsarskoïe Selo et mort le 10 novembre 1951 à Vladimir est un homme politique russe, cofondateur du Parti constitutionnel démocratique (KD), membre de la Douma d'État de l'Empire russe du gouvernement de Koursk.

## Biographie
Le prince Dolgoroukov descend d'une des familles princières les plus anciennes de Russie, les Dolgoroukov (ou Dolgorouki) et grands propriétaires terriens. Il est le fils du prince Dmitri Nikolaïevitch Dolgoroukov (1827-1910)  et de la princesse Nathalie Vladimirovna, née Davydova (à partir du 20 mars 1856 comtesse Orlova-Davydova, 1833-1885), fille du comte Vladimir Orlov-Davydov. Il est le frère jumeau de Pavel Dolgoroukov.
Il naît à Tsarskoïe Selo et il est baptisé avec son jumeau le 14 mai 1866 en l'église du palais de Tsarskoïe Selo en présence de son oncle Anatoly Orlov-Davydov, de sa tante la comtesse Maria Vladimirovna Orlova-Davydova. Il termine le Premier lycée classique de Moscou puis entre à la faculté d'histoire et de philologie de l'université de Moscou, dont il sort diplômé en 1889.

### Carrière politique

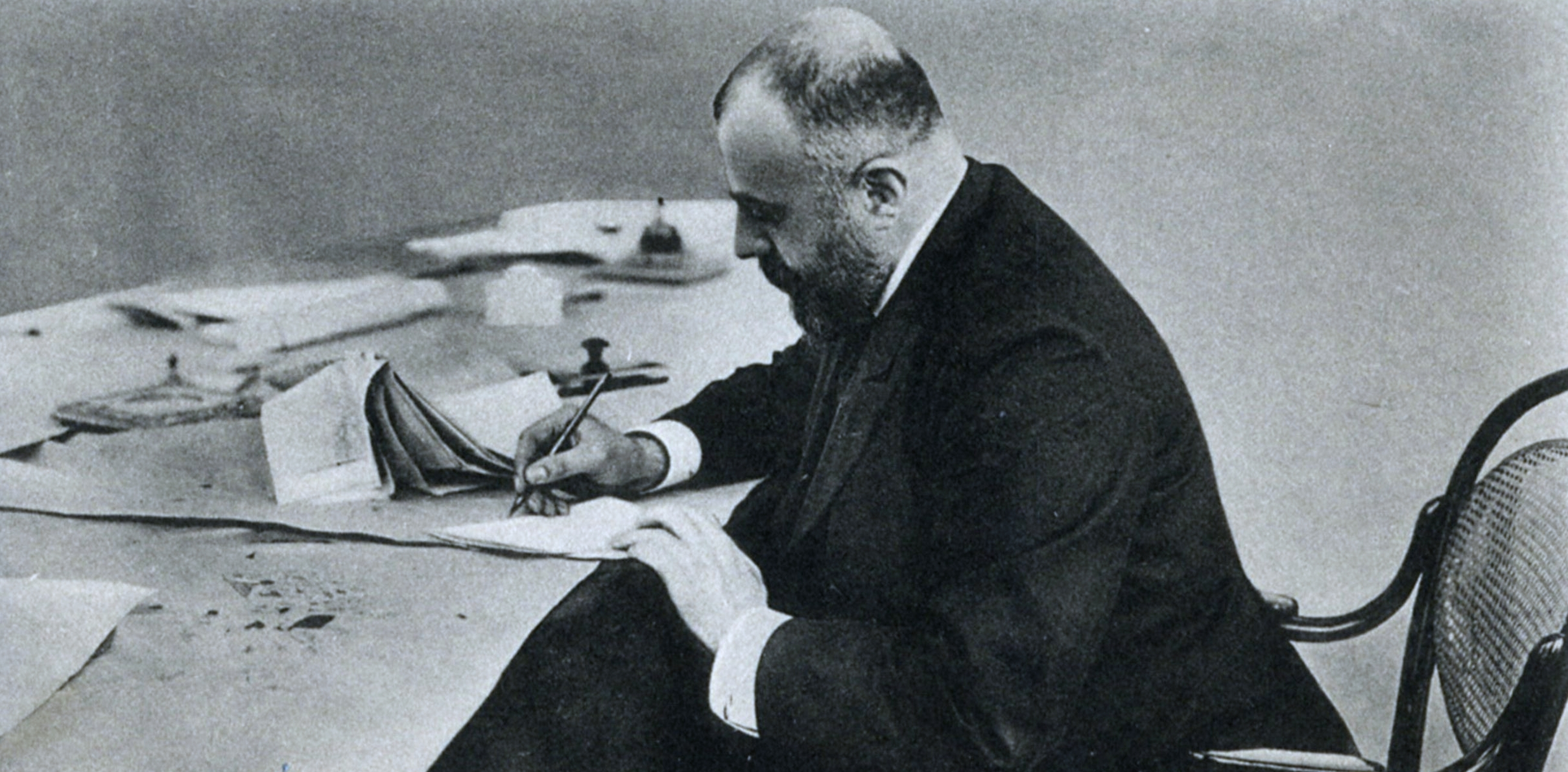
Le prince Dolgoroukov en 1906.

Il demeure dans son domaine de Gouïevo de l'ouïezd de Soudja dans le gouvernement de Koursk. Il s'engage dans la transformation et l'amélioration de la vie du domaine, du village et de l'ouïezd, s'occupe de production agricole, élève des vaches laitières et des bovins de trait dont il améliore la race. En 1891, il combat la famine qui frappe le gouvernement de Samara. Entre 1892 et 1902, il est président du zemstvo de l'ouïezd de Soudja et s'engage dans des questions d'agronomie et d'aide aux paysans, et dans l'organisation de l'instruction populaire. Avec son frère Pavel, il prend part à partir de 1899 aux activités du cercle Besseda (Causerie) qui développe des thèses libérales dans la politique agraire. En 1902, il cofonde le journal Libération (Osvobojdenie, «Освобождение »), édité à Stuttgart et dont il est le trésorier. Il compte parmi les leaders de l'Union de libération (« Союз освобождения »), d'obédience libérale, et membre du bureau de Moscou de l'Union des constitutionnalistes du zemstvo («Союза земцев-конституционалистов»).
En 1902, il se prononce en faveur d'un élargissement des pouvoirs des comités agricoles réunis à l'initiative du gouvernement, pour un changement radical de la politique agricole. Mais après cela, il est démis de ses fonctions de chef du conseil du zemstvo et privé du droit de participer aux élections pendant cinq ans. En 1904, il prend part en qualité de délégué de l'Union de libération («Союз освобождения») à la Conférence de Paris où se réunissent les opposants au régime tsariste. Il prend aussi une part active aux réunions de l'Union des zemtsevs et des constitutionalistes de 1904 et 1905. En octobre 1905, c'est l'un des organisateurs du Parti constitutionnel démocratique (KD), dont il est membre du comité central, et en dirige la commission de l'agriculture, la commission des finances, la commission du gouvernement local te le comité du parti du gouvernement de Koursk.

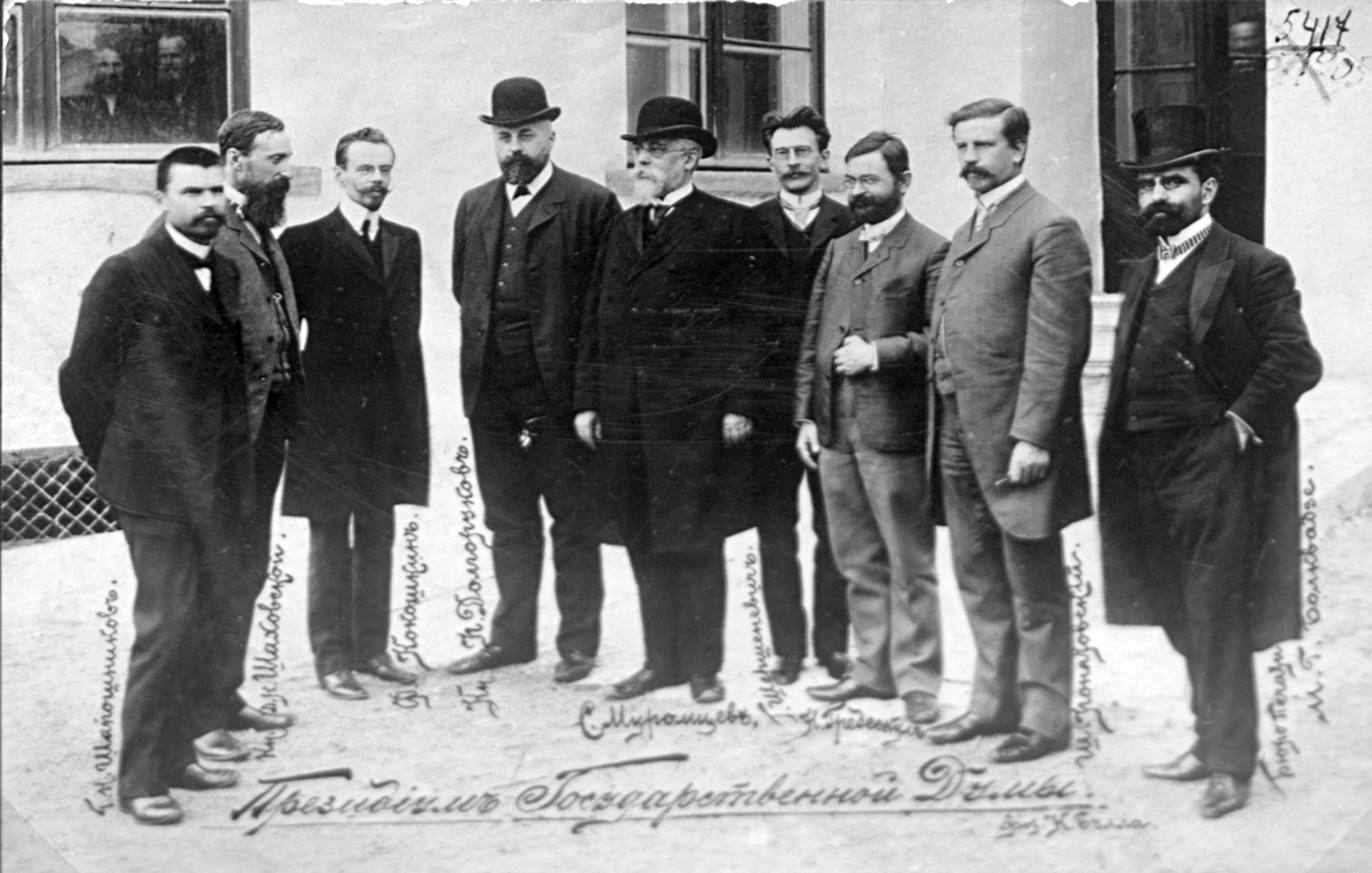
Présidium de la Première Douma. De g. à dr.: Grigori Chapochnikov (du groupe des Travaillistes), prince Dmitri Chakhovskoï, Fiodor Kokochkine, prince Piotr Dolgoroukov, Sergueï Mouromtsev, Gabriel Cherchenevitch, Nikolaï Gredeskoul, prince Szczęsny Leon Poniatowski; et le président du bureau des impressions Malakhi Bolkvadzé.

En 1906, il est élu député à la Première Douma d'Empire pour le gouvernement de Koursk. Il devient vice-président de la Douma, et occupe une position modérément libérale. Il signe le manifeste de Vyborg avec un appel à ne pas payer d'impôts et à ignorer le projet de l'armée jusqu'à la convocation d'une nouvelle Douma d'État. En 1907, il est condamné à trois mois de prison pour cela, ayant perdu le droit de participer à toute activité politique. L'assemblée de la noblesse de Koursk l'exclut, mais il est de nouveau intégré en 1909 et redevient président du zemstvo de l'ouïezd de Soudja.
Il demeure alors dans son domaine du gouvernement de Koursk et se détourne de toute activité politique. C'est à cette époque que naissent ses enfants, Michel et Nathalie. En 1914, il est appelé à la guerre, en tant que cornette. En 1917 au moment de la révolution d'octobre, il fuit dans le Caucase du Nord avec sa famille, pour se soigner puis travailler au noir comme jardinier. En 1919, la famille se réfugie en Crimée encore tenue pour quelque temps par les Blancs et s'occupe des réfugiés avant de partir par bateau, lorsque la Crimée est prise par les Rouges.

### Émigration
En novembre 1920, il émigre avec sa famille à Constantinople, où il est membre du présidium de l'organisation des KD dans cette ville, puis il entre dans le haut comité de l'union des villes russes, dirige la commission des réfugiés de l'ancien Empire russe dans les Balkans et organise des colonies terriennes pour les réfugiés russes. En 1921, il devient membre du comité national russe.
Il s'installe à Prague en 1922 où il est vice président, et à partir de 1927 président de l'Union des organisations russes en Tchécoslovaquie. Il dirige aussi le comité national russe dans ce pays. Après l'occupation de la Tchécoslovaquie par les Allemands, il est démis de ses fonctions par la Gestapo. Il gagne sa vie en donnant des cours de langue et de littérature russes.

### Arrestation, emprisonnement et mort
Le prince est arrêté le 9 juin 1945 par le СМЕРШ (Smierch) du premier front ukrainien de l'Armée rouge et il est accusé d'avoir participé à des organisations antisoviétiques et de collaboration avec les fascistes (cette dernière accusation étant due à sa rencontre avec la figure principale de l'émigration russe à Berlin, le général Biskoupski en 1939, à la suite de laquelle Dolgoroukov fut renvoyé de ses fonctions). Le prince refusa de plaider coupable, déclarant qu'« il ne partagea jamais et en partagera pas les principes du bolchévisme et qu'il n'était pas d'accord avec la politique du pouvoir soviétique ; mais qu'il n'avait jamais exprimé l'intention de mener une lutte contre l'URSS et ne s'est pas fixé comme objectif la lutte et le renversement du pouvoir soviétique. » Il ajouta : « Je suis partisan d'un système juridique démocratique mis en œuvre avec l'aide de la représentation populaire. »
Le 10 juillet 1946, il est déclaré coupable « d'appartenance à une organisation contre-révolutionnaire » (l'accusation de collaborationnisme n'est pas retenue) et condamné à cinq ans d'emprisonnement (le début de la peine commençant le 9 juin 1945) et enfermé à la prison centrale de Vladimir, où en tant qu'invalide du premier groupe il est détenu à l'infirmerie de la prison. Dans les Mémoires de Vassili Choulguine qui était aussi prisonnier de la centrale de Vladimir à cette époque, la description du prince est ainsi relatée : « son comportement était absolument dénué de toute servilité ou flagornerie. Il traitait tout le monde, du directeur au concierge, exactement de la même manière. Et, de plus, en tant qu'égaux. » La peine de prison prend fin en 1950, mais il n'est pas libéré et il meurt dans cette centrale en 1951.

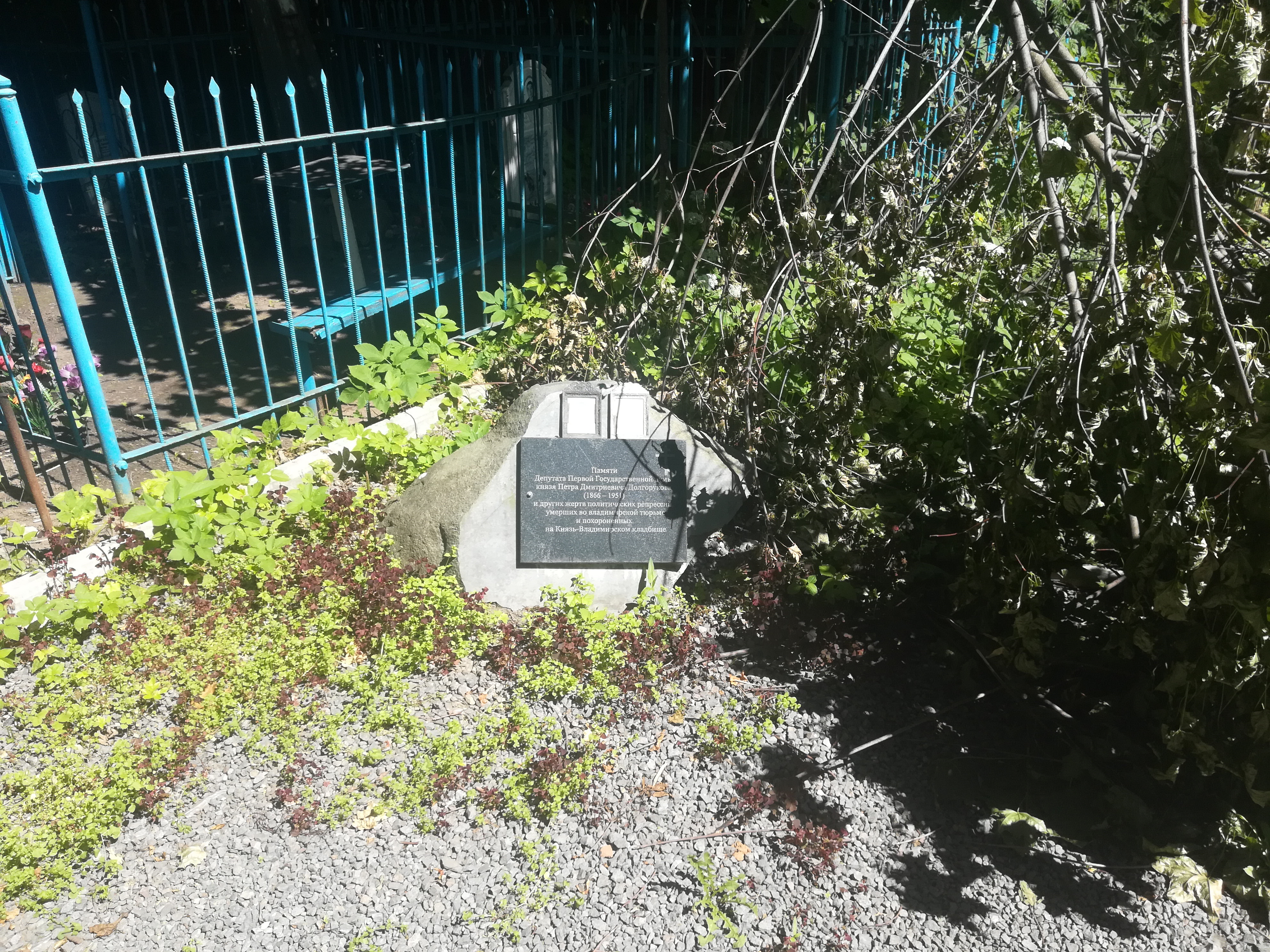
Plaque mémorielle au cimetière municipal de Vladimir.

Le 28 avril 2012, une petite plaque est apposée au cimetière Saint-Vladimir de Vladimir sur une pierre en hommage au prince et aux victimes de la « répression politique » inhumées dans ce cimetière.

## Famille
Il épouse en 1908 Antonina Mikhaïlovna Bespalova (1883-1957), qui l'accompagne en émigration en Tchécoslovaquie, puis elle se réfugie en France et enfin elle s'installe aux États-Unis où elle meurt. De cette union sont issus :
- - Mikhaïl Petrovitch Dolgoroukov (1908-1993)[5], dernier descendant mâle de cette lignée des Dolgoroukov[6];
  - Nathalie Petrovna Dolgoroukova (épouse Zaïkova) (1911-4 avril 2009[7]), elle vécut ses dernières années à Montréal.

Son frère jumeau Pavel meurt exécuté en 1927.

## Propriété
- Domaine des Wiazemski-Dolgoroukov

## Publication
- A propos de la tutelle scolaire (О школьных попечительствах), Koursk, 1901.